# Abadan
 Ovo je glavno značenje pojma Abadan. Za otok na kojem se grad Abadan nalazi pogledajte Abadan (otok).
Abadan (perz. آبادان; ranije poznat kao Aphana i Aphadana) je grad i važna luka u Iranu, u jugozapadnoj pokrajini Huzestan. Zapadni dio grada smješten je na istoimenom otoku Abadan u delti Šat al-Araba, a istočni uz obalu Bahmanšira (dio rijeke Karun). Od obale Perzijskog zaljeva udaljen je oko 53 km, a u neposrednoj blizini nalazi se i iračka granica. Grad je osnovan u starom vijeku, a Klaudije Ptolemej u svojim djelima spominje ga pod imenom Aphana. Značajnom lukom bio je i u vrijeme vladavine Abasida, posebno zbog proizvodnje soli. Otkrićem velikih nalazišta nafte početkom 20. stoljeća Abadan postaje najvažnijom iranskom lukom kao i rafinerijskim središtem zemlje. Tijekom iransko-iračkog rata grad je pretrpio velika oštećenja, jedna od najvećih svjetskih rafinerija nafte je uništena, a većina stanovništva pobjegla je i pronašla utočište u drugim iranskim gradovima. Abadan je u potpunosti obnovljen početkom 1990-ih, a prema popisu stanovništva iz 2006. godine u gradu je živjelo 217.988 ljudi.

## Poveznice
- Zračna luka Abadan

## Vanjske poveznice
- (perz.) Službene stranice Abadana

Ostali projekti
|  | Zajednički poslužitelj ima još gradiva o temi Abadan |